# Оленьокски залив
Оленьо̀кският залив (на руски: Оленëкский залив) е залив на море Лаптеви, в северната част на Република Якутия, в Русия.
Разположен е в южната част на море Лаптеви, между континенталния бряг на запад и юг и големия остров Арга-Муора-Сисе образуван в делтата на река Лена на изток. На север е широко отворен. Вдава се в сушата на 63 km, ширина във входа около 130 km, дълбочина до 15 m. В близост до бреговете има множество острови, като най-големи са Дянгилах и Салкай. В южната му част се влива река Оленьок, а в югоизточната – Оленьокският ръкав от делтата на Лена. От средата на октомври до юни е покрит с неподвижни ледове, а през август и септември напълно се очиства от тях.
Заливът е открит през август 1634 г. от руския първопроходец и търговец на ценни животински кожи Иван Ребров.

## Топографски карти
- S-49,50; М 1:1 000 000[2]
- S-51,52; М 1:1 000 000[3]